# Jolanta Czarnocińska
Jolanta Anna Czarnocińska (ur. 1957) – polska specjalistka w zakresie żywienia człowieka, dr hab. nauk rolniczych, adiunkt Instytutu Żywienia Człowieka i Dietetyki i prodziekan Wydziału Nauk o Żywności i Żywieniu Uniwersytetu Przyrodniczego w Poznaniu.

## Życiorys
W 1982 ukończyła studia w zakresie rolnictwa, leśnictwa i rybactwa w Akademii Rolniczej im. Augusta Cieszkowskiego w Poznaniu, w 1992 obroniła pracę doktorską Badania systemowe nad wpływem składu diety na wykorzystanie pokarmu i wskaźniki lipidowe krwi u szczura, 17 grudnia 2009 habilitowała się na podstawie pracy zatytułowanej Wpływ diet zestawionych z produktów preferowanych przez dziewczęta w okresie dojrzewania na wybrane wskaźniki stanu odżywienia w badaniach na szczurach.
Objęła funkcję adiunkta w Instytucie Żywienia Człowieka i Dietetyki oraz prodziekana na Wydziale Nauk o Żywności i Żywieniu Uniwersytetu Przyrodniczego w Poznaniu.
Piastuje stanowisko sekretarza Komitetu Nauki o Żywieniu Człowieka na V Wydziale Nauk Medycznych Polskiej Akademii Nauk.